# Czesław Szystowski
Czesław Stefan Szystowski (ur. 10 sierpnia 1893 w Rydze, zm. 17 czerwca 1970 w Warszawie) – generał brygady Wojska Polskiego, kawaler Orderu Virtuti Militari.

## Życiorys
Do 1912 ukończył 7 klas Szkoły Realnej w Mińsku. Podczas nauki szkolnej działał w Bratniej Pomocy oraz należał do Polskiego Towarzystwa Gimnastycznego "Sokół". Współorganizował tajne stowarzyszeni Koło Narodowe, którego celem było samokształcenie w duchu narodowym, był jego wiceprezesem i kierownikiem sekcji geograficznej oraz bibliotecznej. Jako członek od 1911 tajnego Stowarzyszenia. "P" w Wilnie zajmował się kolportażem nielegalnych wydawnictw polskich w Mińsku. W październiku 1912 został powołany do odbycia jednorocznej obowiązkowej służby wojskowej w armii rosyjskiej. Został przydzielony do 6 baterii 30 Brygady Artylerii w Mińsku i do marca 1913 odbywał szkolenie w brygadowej szkole podoficerskiej. Po ukończeniu szkolenia został zwolniony do rezerwy w stopniu chorążego artylerii. Na początku 1914 podjął studia w Instytucie Politechnicznym w Rydze.
W maju 1914 został powołany na ćwiczenia na Poligonie Artyleryjskim w Baranowiczach. Po wybuchu I wojny światowej został zmobilizowany jako dowódca 2 plutonu 5 baterii 76 Brygady Artylerii. Brał udział w walkach na Froncie Północno-Zachodnim, m.in. w Prusach Wschodnich. W 1915 był kontuzjowany podczas walk. W lipcu 1915 awansował na podporucznika artylerii. Od października 1915 był oficerem zwiadu 11 baterii 76 Brygady Artylerii, a później adiutantem dywizjonu artylerii. W kwietniu 1916 awansował na porucznika, a od czerwca 1916 był oficerem do zleceń Inspektora Artylerii 27 Korpusu Armijnego.
Po rewolucji bolszewickiej wystąpił w listopadzie 1917 z armii rosyjskiej i wstąpił do I Korpusu Polskiego w Rosji. Był początkowo młodszym oficerem 5 baterii 11 Brygady Artylerii, potem w Inspektoracie Artylerii Korpusu. W stopniu porucznika został 24 grudnia 1917 oficerem łącznikowym 2. Strzeleckiej Brygady Artylerii 2. Dyw. Strzelców Polskich. Przeniesiony 25 stycznia 1918 z powrotem do Inspektoratu Artylerii, a 5 kwietnia 1918 do Wydz. Frontowego, pełnił funkcję oficera do zleceń, a następnie starszego adiutanta sztabowego. Po rozbrojeniu Korpusu przez Niemców został 4 lipca 1918 zdemobilizowany i wrócił do rodzinnych Werkał. Po demobilizacji korpusu przebywał bez przydziału do 13 grudnia 1918, a następnie był szefem sztabu Dowództwa Samoobrony Litwy i Białorusi w Wilnie. Od 1 stycznia 1919 adiutant dowódcy Okręgu Generalnego WP Litwy i Białorusi gen.-podporucznika Władysława Wejtko. Wilno opuścił 5 stycznia 1919 wraz z oddziałami ułanów rtm. Jerzego Dąbrowskiego.
4 lutego 1919 przyjęty został do Sił Zbrojnych Polskich w byłym zaborze pruskim i wyznaczony na stanowisko I adiutanta dowódcy, a następnie oficera sztabu 1 Dywizji Strzelców Wielkopolskich. Dekretem Naczelnej Rady Ludowej Nr 56 z 23 maja 1919 awansowany na kapitana artylerii ze starszeństwem z dniem 1 lutego 1916. W grudniu 1919 ukończył kurs doskonalący w Wyższej Szkole Sztabu Generalnego w Warszawie. Po ukończeniu kursu został I oficerem sztabu - szefem wydziału operacyjnego i informacji 1 Dywizji Strzelców Wielkopolskich, a od maja 1920 szefem sztabu Dowództwa Grupy Operacyjnej gen. Władysława Pobojewskiego. 1 czerwca 1920 został szefem sztabu 14 Dywizji Strzelców Wielkopolskich i na tym stanowisku wziął udział w wojnie z Ukraińcami i bolszewikami.
Po powrocie dywizji do Poznania nadal pełnił funkcję szefa sztabu dywizji. Od lutego do marca 1921 ukończył Kurs Informacyjny Wyższych Dowódców w Poznaniu. W maju 1922 awansował do stopnia majora. W latach 1922–1923 był słuchaczem Kursu Doszkolenia w Wyższej Szkole Wojennej w Warszawie, pozostając oficerem nadetatowym 14 pułku artylerii polowej w Poznaniu. Z dniem 15 października 1923 otrzymał dyplom naukowy oficera Sztabu Generalnego i przydzielony został do Wyższej Szkoły Wojennej, w charakterze asystenta, pozostając nadal oficerem nadetatowym 14 pułku artylerii polowej.
1 grudnia 1924 roku został awansowany na podpułkownika ze starszeństwem z dniem 15 sierpnia 1924 roku i 25. lokatą w korpusie oficerów artylerii. W październiku 1925 został dowódcą 1 dywizjonu w 15 Pułku Artylerii Lekkiej, pełnił także czasowo funkcję zastępcy dowódcy pułku. Od listopada 1926 pełnił służbę w Oddziale IV Sztabu Głównego w Warszawie jako inspektor transportu i szef grupy inspektorów, pozostając w ewidencji kadry oficerów artylerii. Od listopada 1927 był szefem wydziału komunikacji i transportu oraz zastępcą szefa Komunikacji Wojskowej Oddziału IV Sztabu Generalnego (od 1928 Sztabu Głównego WP). 21 stycznia 1930 roku został przeniesiony do 11 pułku artylerii polowej w Stanisławowie na stanowisko zastępcy dowódcy pułku. Z dniem 1 października 1931 roku został przeniesiony do 25 pułku artylerii polowej w Kaliszu na stanowisko dowódcy pułku. 17 grudnia 1933 roku został awansowany na pułkownika ze starszeństwem z dniem 1 stycznia 1934 roku i 1. lokatą w korpusie oficerów artylerii. W maju 1935 ukończył Kurs Wyższych Oficerów Artylerii w Wilnie. W dniach 28 listopada–7 grudnia 1938 był słuchaczem kursu doskonalącego dla wyższych dowódców w Centrum Wyszkolenia Piechoty w Rembertowie.
W 1938 został dowódcą artylerii dywizyjnej 17 Wielkopolskiej Dywizji Piechoty, z którą odbył kampanię wrześniową w składzie Armii „Poznań”. Brał udział w walkach pod Łęczycą (9-12 września 1939), pod Sochaczewem (16 września 1939) i w Puszczy Kampinoskiej (17-21 września 1939). Podczas walk nad Bzurą był czasowo dowódcą dywizji, po tym gdy do niewoli dostał się dotychczasowy jej dowódca płk Mieczysław Mozdyniewicz. 21 września został ranny w prawą rękę i w twarz, przebywał na leczeniu w Warszawie. Od 29 września 1939 przebywał w niewoli niemieckiej, kolejno w Oflagu II A Prenzlau (do marca 1941), w Oflagu II D Neubrandenburg (do sierpnia 1943 był starszym obozu), a następnie do 31 stycznia 1945 w Oflagu II C Woldenberg. Bezpośrednio przed wyzwoleniem oflagu stanął na czele grupy jeńców i zorganizował czynny opór przeciwko konwojowi niemieckiemu ewakuującemu obóz na zachód.
Po II wojnie światowej przyjęty w lipcu 1945 do ludowego Wojska Polskiego w stopniu pułkownika dyplomowanego artylerii. W sierpniu 1945 został wyznaczony na członka Komisji Kwalifikacyjnej przy Departamencie Personalnym MON - 23 sierpnia 1945 został przewodniczącym tej komisji. W okresie od 25 listopada 1945 do 1 września 1946 dowodził artylerią Okręgu Wojskowego Nr VI w Łodzi, następnie objął stanowisko szefa sztabu Głównego Inspektoratu Artylerii WP. Na mocy uchwały Prezydium Krajowej Rady Narodowej z 17 grudnia 1946 został nominowany na stopień generała brygady z prawem do noszenia dystynkcji od 24 grudnia 1946. Od marca 1949 był starszym wykładowcą artylerii w Akademii Sztabu Generalnego WP. 10 listopada 1949 został zwolniony z tego stanowiska, a na mocy rozkazu personalnego MON z 23 listopada 1949 został przeniesiony w stan spoczynku z dniem 21 listopada 1949. Na emeryturze mieszkał w Warszawie. Pozostawił relację z kampanii 1939 r. pt. Mój wrzesień 1939, zdeponowaną w Instytucie Polskim i Muzeum gen. W. Sikorskiego w Londynie - którą opublikował w 1967 w „Gazecie Poznańskiej” (nr 203).
Pochowany wraz z żoną na Cmentarzu Wojskowym na Powązkach (kwatera 18 B-5-8).

### Ordery i odznaczenia
- Krzyż Srebrny Orderu Wojskowego Virtuti Militari nr 4619 (1922)[16]
- Order Krzyża Grunwaldu III klasy (6 grudnia 1946)[17]
- Krzyż Walecznych (czterokrotnie: 1920, po raz drugi w 1921[18], 1922[19])
- Złoty Krzyż Zasługi (19 marca 1931)[20]
- Medal Niepodległości (13 września 1933)[21]
- Medal Pamiątkowy za Wojnę 1918–1921
- Srebrny Medal za Długoletnią Służbę
- Brązowy Medal za Długoletnią Służbę
- Order Świętej Anny III klasy z mieczami i kokardą (Imperium Rosyjskie)
- Order Świętej Anny IV klasy (Imperium Rosyjskie)
- Order Świętego Stanisława II klasy z mieczami i koroną (Imperium Rosyjskie)
- Order Świętego Stanisława III klasy z mieczami (Imperium Rosyjskie)
- Medal międzysojuszniczy „Médaille Interalliée”[22]

## Życie prywatne
Pochodził z polskiej rodziny ziemiańskiej mieszkającej na Białorusi, herbu Dołęga. Był synem inżyniera komunikacji i hydrotechnika Mieczysława (1859-1915) i Władysławy z Knapskich (1870-1949). Miał dwie siostry Aldonę Helenę (1890-1912) i Grażynę Marię (1902-1978), oraz dwóch braci: zawodowych oficerów WP: Edwarda Stanisława (1896-1939) i Franciszka Zygmunta (1896-1991). Żonaty z Aleksandrą z domu Janiszewską, dziedziczką majątku Onufrów w pow. ihumeńskim (ur. 1896)